# پرچم ایسلند
پرچم ایسلند برای اولین بار در ۱۹۴۴ به رسمیت شناخته شد. به‌عنوان پرچم غیرنظامی شناخته می‌شود و همچنین دارای تناسب ۱۸:۲۵ است.

## تاریخچه
پرچم ایسلند کنونی بطور رسمی در سال ۱۹۴۴ میلادی و یکسال قبل از اتمام جنگ جهانی دوم به رسمیت شناخته شد. کشور ایسلند از اوایل قرن نوزدهم میلادی دارای پرچم بوده است. 

## نمادشناسی
پرچم ایسلند از سه رنگ آبی، قرمز و سفید تشکیل شده است. رنگ زمینه پرچم آبی و در میانه آن صلیب اسکاندیناوی به صورت نوار قرمز با حاشیه های سفید دیده می شود.
رنگ ها نشان دهنده سه عنصر تشکیل دهنده جزیره هستند. قرمز آتشی است که توسط آتشفشان های جزیره ایجاد می شود، رنگ سفید یادآور یخ و برفی است که ایسلند را پوشانده است و رنگ آبی مربوط به کوه های جزیره است.